# Gilberto Elsa
Gilberto Elsa (Lecco, 14 gennaio 1938 – Milano, 2 giugno 1985) è stato un nuotatore italiano.

## Carriera
È stato un dorsista molto buono, capace di vincere medaglie agli europei del 1958, bronzo nella staffetta 4 x 100 mista con Roberto Lazzari, Federico Dennerlein e Paolo Pucci. e alle universiadi del 1959, nonché di essere più volte campione e primatista italiano.

## Palmarès
| Giochi Olimpici        | 100 m dorso              | ---                             |
| 1960 Roma Italia       | elim. in batteria 1'05"8 | ---                             |
| Campionati europei     | 100 m dorso              | 4 x 100 m mista                 |
| 1958 Budapest Ungheria | 7º 1'07"2                | Bronzo: 4'21"9 frazione: 1'07"8 |
| Universiadi            | 100 m dorso              | 4 x 100 m mista                 |
| 1959 Torino Italia     | Oro 1'05"7               | Oro: 4'20"4 :                   |

### Campionati italiani
5 titoli individuali e 2 in staffette, così ripartiti:
- 5 nei 100 m dorso
- 2 nella 4 x 100 m mista

| Anno | Edizione    | dorso 100 m | mista 4x100 m |
| ---- | ----------- | ----------- | ------------- |
| 1955 | Primaverili | 1           | 1             |
| 1956 | Primaverili | -           | 1             |
| 1957 | Primaverili | 1           | -             |
| 1957 | Estivi      | 1           | -             |
| 1958 | Primaverili | 1           | -             |
| 1959 | Primaverili | 1           | -             |